# Franklandia fucifolia
Franklandia fucifolia är en tvåhjärtbladig växtart som beskrevs av Robert Brown. Franklandia fucifolia ingår i släktet Franklandia och familjen Proteaceae. Inga underarter finns listade i Catalogue of Life.